# 賈秀
贾秀（？—469年），武威郡姑臧县人，南北朝北魏官员。
贾秀是贾彝之子，历任中书博士、中书侍郎、太子中庶子、扬烈将军，受封阳都县男，并担任青州大中正。魏文成帝时期，他的爵位晋升为阳都县子，同时被加授振威将军职衔。当丞相乙浑在北魏朝廷专权时，乙浑的妻子请求获得公主称号，贾秀以“公主、王姬这类称号，非拓跋皇族人不宜拥有”为由，未予应允。尽管乙浑当时诛杀了许多人，周围人都惶恐不已，但贾秀面对乙浑夫妇的怒火仍泰然处之。后来乙浑被杀，贾秀因此躲过灾祸。有一次，朝廷下旨任命贾秀和高允的长子高忱为长乐郡太守，贾秀以“不应让无功之子超越前辈”为由坚决推辞。贾秀历经五位皇帝，虽未升至高位，但长期身处处理机密事务的要职。他生活清廉朴素，不置家产，于469年去世。朝廷追赠他为大将军、冀州刺史、武邑公，谥号简。其子贾儁，官至显武将军、荆州刺史，后来又担任洛州刺史，在任时设立学官，致力于发展教育事业。